# Чёрт выставлен ослом
«Чёрт вы́ставлен осло́м» (англ. The Devil Is an Ass) — городская комедия английского драматурга Бена Джонсона, поставленная осенью 1616 года актёрской труппой «Слуги короля» в театре «Блэкфрайерс». Была холодно принята публикой, после чего Джонсон на девять лет перестал создавать пьесы для общедоступной сцены, сосредоточившись на придворных масках.

## Содержание
Комедия написана белым пятистопным ямбом с небольшими вкраплениями рифмованных стихов.
Начинается она сценой в Аду. Неопытный чертёнок Паг (Pug) просит Сатану отправить его на землю, дав возможность проявить свои таланты искусителя.
Сатана посылает Пага в Лондон сроком на одни сутки; тот вселяется в тело только что повешенного юного воришки и пробует склонять людей ко грехам. Но среди и без того искушённых в пороках лондонцев начала XVII века наивный чёрт, герой старинных мистерий с их простыми и ясными средневековыми понятиями о добре и зле, оказывается столь же неуместным, как персонаж рыцарских романов Дон Кихот — в Испании примерно того же времени. Пага избивают, дурачат, осмеивают и едва снова не подвергают позорному повешению — спасает только заступничество Сатаны, являющегося, чтобы забрать подопечного назад в пекло.
С историей Пага соединены две другие сюжетные линии: мошенничества прожектёра Меерплута (Meercraft), выманивающего деньги у глупого и тщеславного богача Фицдупеля (Fitzdottrel), и попытки влюблённого юноши соблазнить добродетельную жену Фицдупеля, Франсис (Frances).

## Публикации
Пьеса «Чёрт выставлен ослом» была впервые напечатана в 1631 году, вместе с «Варфоломеевской ярмаркой» и «Складом новостей», для планировавшегося, но отменённого Джонсоном второго тома своих сочинений; затем — в составе второго фолио писателя, изданного посмертно в 1640 году.
На русском языке комедия опубликована в 1986 году в переводе Григория Кружкова.